# 楊大乾
楊大乾（1903年6月20日—1995年4月29日），字繼庵，號建安。陝西省藍田縣三里鎭北楊村人。民國37年（1948年）在西安市選區當選第一屆立法委員

## 生平[1]
- 國立北京大學肄業
- 莫斯科中山大學畢業
- 中央訓練團第九期結業
- 革命實踐研究院第十五期及聯合作戰班第五期結業
- 國民政府委員、隨從秘書
- 西京籌備委員會秘書
- 陝西省抗敵後援會組織組主任
- 陝西省長武縣縣長
- 中國國民黨組織部派陝西區黨務督導員
- 中國國民黨陝西省黨部委員
- 合江省政府委員兼教育廳廳長
- 國民參政員
- 民國37年，當選立法委員[2]
- 立法委員黨部三次委員
- 立法院經濟委員會九次召集委員
- 連任四屆公報指導委員
- 在台灣創辦屏東縣民立廣播公司、恆誼化工肥料公司，自任董事長。後任西太平洋鋼鐵企業公司董事長,大業化工公司董事長及易豐漁業公司董事長等職
- 1995年4月病故美國，享年92歲